# Safari Rally 1978
De Safari Rally 1978, officieel 26th Safari Rally, was de 26ste editie van de Safari Rally en de derde ronde van het Wereldkampioenschap Rally in 1978. Het was de 55ste rally van het FIA Wereldkampioenschap Rally.

## Resultaten en rangschikking
| Top tien klassement | Top tien klassement | Top tien klassement                      | Top tien klassement                      | Top tien klassement | Top tien klassement | Top tien klassement | Top tien klassement |
| Pos                 | Nr                  | Rijder Navigator                         | Auto Inschrijving                        | Gr                  | Tijd*               | Verschil            | Punten              |
| ------------------- | ------------------- | ---------------------------------------- | ---------------------------------------- | ------------------- | ------------------- | ------------------- | ------------------- |
| 1                   | 4                   | Jean-Pierre Nicolas Jean-Claude Lefèbvre | Peugeot 504 V6 Coupé Jean-Pierre Nicolas | 4                   | 08:18.00            | 0.00                | -                   |
| 2                   | 14                  | Vic Preston Jr. John Lyall               | Porsche 911 Martini Racing               | 4                   | 08:55.00            | + 0:37              | -                   |
| 3                   | 6                   | Rauno Aaltonen Lofty Drews               | Datsun 160J Rauno Aaltonen               | 2                   | 09:10.00            | + 0:52              | -                   |
| 4                   | 5                   | Björn Waldegård Hans Thorszelius         | Porsche 911 Martini Racing               | 4                   | 09:48.00            | + 1:30              | -                   |
| 5                   | 3                   | Simo Lampinen Henry Liddon               | Peugeot 504 V6 Coupé Simo Lampinen       | 4                   | 13:37.00            | + 5:19              | -                   |
| 6                   | 18                  | Sobiesław Zasada Błażej Krupa            | Mercedes 280 CE Sobiesław Zasada         | 2                   | 15:30.00            | + 7:12              | -                   |
| 7                   | 17                  | Johnny Hellier Kanti Shah                | Datsun 160J Johnny Hellier               | 2                   | 18:26.00            | + 10:08             | -                   |
| 8                   | 28                  | Frank Tundo Dave Haworth                 | Ford Escort RS1800 Frank Tundo           | 4                   | 18:54.00            | + 10:36             | -                   |
| 9                   | 26                  | Jayant Shah Najeet Eisa                  | Datsun 160J Jayant Shah                  | 2                   | 20:44.00            | + 12:26             | -                   |
| 10                  | 20                  | Hanspeter Ruedin Eckardt Ender           | Mitsubishi Colt Lancer Hanspeter Ruedin  | 2                   | 20:50.00            | + 12:32             | -                   |
| Niet aan de finish  |                     |                                          |                                          |                     |                     |                     |                     |
| Pos                 | Nr                  | Rijder Navigator                         | Auto Inschrijving                        | Gr                  | TC                  | Reden               | Punten              |
| NF                  | 1                   | Timo Mäkinen Jean Todt                   | Peugeot 504 V6 Coupé Timo Mäkinen        | 4                   | 59                  | ophanging           | -                   |
| NF                  | 2                   | Joginder Singh David Doig                | Mercedes 280 CE Joginder Singh           | 2                   | 6                   | motor               | -                   |
| NF                  | 7                   | Harry Källström Claes Billstam           | Datsun 160J Harry Källström              | 2                   | 63                  | ophanging           | -                   |
| NF                  | 8                   | Rob Collinge Anton Levitan               | Peugeot 504 Rob Collinge                 | 2                   | 0                   | ongeluk             | -                   |
| NF                  | 9                   | Andrew Cowan Johnstone Syer              | Mercedes 280 CE Andrew Cowan             | 2                   | 19                  | motor               | -                   |
| NF                  | 10                  | Bert Shankland Brian Barton              | Peugeot 504 Bert Shankland               | 2                   | 46                  | motor               | -                   |
| NF                  | 11                  | Shekhar Mehta Mike Doughty               | Datsun 160J Shekhar Mehta                | 2                   | 54                  | motor               | -                   |
| NF                  | 12                  | Tony Fowkes Klaus Kaiser                 | Mercedes 280 CE Tony Fowkes              | 2                   | 29                  | zuiger              | -                   |
| NF                  | 15                  | Zully Remtulla Nizar Jivani              | Datsun 160J Zully Remtulla               | 2                   | 45                  | transmissie         | -                   |
| NF                  | -                   | Mike Kirkland Chris Bates                | Datsun 160J Mike Kirkland                | 2                   | -                   | motor               | -                   |

Notitie:
- Tijd is niet de algehele eindtijd die over de route is gedaan, maar is eerder opgebouwd uit straftijd verzamelt bij de tijdcontroles.

### Constructeurskampioenschap
| Pos | Constructeur | MON | SWE | KEN | POR | GRE | FIN | CAN | ITA | CIV | FRA | GBR | Pts |
| --- | ------------ | --- | --- | --- | --- | --- | --- | --- | --- | --- | --- | --- | --- |
| 1   | Porsche      | 18  |     | 16  |     |     |     |     |     |     |     |     | 34  |
| 2   | Fiat         | 14  | 14  |     |     |     |     |     |     |     |     |     | 28  |
| 3   | Ford         |     | 18  | 7   |     |     |     |     |     |     |     |     | 25  |
| 4   | Opel         | 10  | 12  |     |     |     |     |     |     |     |     |     | 22  |
| 5   | Lancia       | 8   | 12  |     |     |     |     |     |     |     |     |     | 20  |
| 6   | Peugeot      |     |     | 18  |     |     |     |     |     |     |     |     | 18  |
| 7   | Renault      | 17  |     |     |     |     |     |     |     |     |     |     | 17  |
| 8   | Datsun       |     |     | 16  |     |     |     |     |     |     |     |     | 16  |
| 9   | Mercedes     |     |     | 12  |     |     |     |     |     |     |     |     | 12  |
| 10  | Volvo        |     | 10  |     |     |     |     |     |     |     |     |     | 10  |
| 11  | Volkswagen   |     | 9   |     |     |     |     |     |     |     |     |     | 9   |
| 12  | Saab         |     | 8   |     |     |     |     |     |     |     |     |     | 8   |
| 13  | Mitsubishi   |     |     | 5   |     |     |     |     |     |     |     |     | 5   |